# Новомихайловка (Чишминский район)
Новомихайловка (баш. Яңы Михайловка) — деревня в Чишминском районе Республики Башкортостан Российской Федерации. Входит в состав Алкинского сельсовета. 
Находится на левом берегу реки Дёмы.

## География

### Географическое положение
Расстояние до:
- районного центра (Чишмы): 18 км,
- центра сельсовета (Узытамак): 3 км,
- ближайшей ж/д станции (1589 км.): 0 км.

## Население
| 2002 | 2009 | 2010 |
| ---- | ---- | ---- |
| 60   | ↗71  | ↘62  |